# Wolseley (Südafrika)
Wolseley ist eine Stadt im Distrikt Cape Winelands in der südafrikanischen Provinz Western Cape. Sie zählt zu den traditionellen Regionen der südafrikanischen Weinbaukultur.
Der Stadtname leitet sich von einem britischen Kolonialoffizier im Zulukrieg (1879) und in anderen Regionen ab, dem Garnet Joseph Wolseley.

## Geographie
Wolseley befindet sich auf dem Territorium der Lokalgemeinde Witzenberg unweit des oberen Talabschnitts des Breede River sowie südöstlich von Tulbagh. Der Ort liegt in einem intramontanen Senkungsraum auf einer flach gelegenen Talwasserscheide zwischen den Einzugsbereichen des Berg River und Breede River. Dieses Areal gehört zum südlichen Randbereich des Tulbagh-Beckens, einer wasserreichen und seit etwa 1700 landwirtschaftlich intensiv genutzten Region. Eine Eisenbahnstrecke trennt Wolseley vom unmittelbar benachbarten Montana. Die Ortschaft befindet sich in einer fruchtbaren Ebene und in ihrer Umgebung erstrecken sich die Waaihoek Mountains, Witzen Mountains und Waterfall Mountains.

## Geschichte
Die Ortschaft entstand 1875 auf dem Gebiet der Farm Godgevonden und erhielt 1955 Gemeindestatus.

## Bevölkerung
Auf einer Fläche von 2,35 km² lebten nach der Volkszählung von 2011 hier 1528 Einwohner in 518 Haushalten. Die Bevölkerung setzte sich im Wesentlichen aus 63 % Weißen, 23 % Coloureds sowie 10 % Schwarzen zusammen. Im Zensus wurde von den Einwohnern zu 88 % Afrikaans und nur 6 % Englisch als erste Sprache angegeben.

## Wirtschaft
Der Haupterwerbszweig der Bevölkerung ist die Landwirtschaft. Es gibt hier Obstplantagen, Rinderhaltung, Weinbau und Weizenanbau. Zudem werden hier Zierpflanzen angebaut.

## Sehenswürdigkeiten
In den nahen Berglandschaften sind einige Areale unter Naturschutz gestellt. Diese sind: Waterval Nature Reserve, Witzenberg Nature Reserve, Ceres Mountain Fynbos Nature Reserve und das Witteburg Nature Reserve.

## Verkehr
Durch eine das Ortsgebiet erschließende Straße ist Wolseley an die Regionalstraßen R43 und R 46 angebunden. Zudem führt eine Nahverkehrsstrecke der Metrorail Western Cape (Kapstadt–Wellington–Hermon–Tulbaghweg–Worcester) durch den Ort. Hier zweigt eine Nebenstrecke nach Ceres ab, die nördlich davon in einem Landwirtschaftsgebiet endet.